# Capelle-Fermont
Capelle-Fermont is een gemeente in het Franse departement Pas-de-Calais (regio Hauts-de-France) en telt 127 inwoners (1999). De plaats maakt deel uit van het arrondissement Arras.

## Geografie
De oppervlakte van Capelle-Fermont bedraagt 2,9 km², de bevolkingsdichtheid is 43,8 inwoners per km².
De onderstaande kaart toont de ligging van Capelle-Fermont met de belangrijkste infrastructuur en aangrenzende gemeenten.

## Demografie
Onderstaande figuur toont het verloop van het inwonertal (bron: INSEE-tellingen).